# Лиси-Клиньон
Лиси-Клиньо́н (фр. Licy-Clignon) — коммуна во Франции, находится в регионе Пикардия. Департамент коммуны — Эна. Входит в состав кантона Виллер-Котре. Округ коммуны — Шато-Тьерри.
Код INSEE коммуны — 02428.

## Население
Население коммуны на 2010 год составляло 87 человек.
| 1962 | 1968 | 1975 | 1982 | 1990 | 1999 | 2010 |
| ---- | ---- | ---- | ---- | ---- | ---- | ---- |
| 67   | 40   | 41   | 42   | 63   | 80   | 87   |

## Экономика
В 2010 году среди 59 человек трудоспособного возраста (15—64 лет) 45 были экономически активными, 14 — неактивными (показатель активности — 76,3 %, в 1999 году было 70,4 %). Из 45 активных жителей работали 40 человек (20 мужчин и 20 женщин), безработных было 5 (3 мужчин и 2 женщины). Среди 14 неактивных 4 человека были учениками или студентами, 5 — пенсионерами, 5 были неактивными по другим причинам.